# 羅克鎮區 (明尼蘇達州派普斯通縣)
羅克鎮區（英語：Rock Township）是位於美國明尼蘇達州派普斯通縣的一個行政鎮區。

## 地方資料
羅克鎮區的面積為92.81平方千米，當中陸地面積為92.44平方千米，而水域面積為0.37平方千米。根據2020年美國人口普查的數據，當地共有人口164人，而人口密度為每平方千米1.77人。